# Stazione di La Plata
La stazione di La Plata (in spagnolo: Estación La Plata (Roca)) è una stazione ferroviaria della città argentina di La Plata, capitale della provincia di Buenos Aires.

## Storia e descrizione
Fu inaugurata il 1º ottobre 1906 e sostituì la precedente stazione ferroviaria cittadina oggi Pasaje Dardo Rocha. Fu progettata dallo statunitense Louis Newbery Thomas e dall'inglese Paul Bell Chambers. Nel 2008 l'edificio fu restaurato e ammodernato dal concessionario della linea, la UGOFE. Il 18 ottobre 2017 giunse nella stazione il primo treno a trazione elettrica.
È il capolinea della linea Roca che dalla stazione di Constitución di Buenos Aires giunge appunto sino a La Plata. Dalla stazione di La Plata parte anche il treno universitario cittadino che termina la sua corsa presso la stazione di Policlínico.